# Bisbat de Beauvais
El bisbat de Beauvais o bisbat de Beauvais-Noyon-Senlis (francès: diocèse de Beauvais, llatí: Dioecesis Bellovacensis) és una jurisdicció eclesiàstica de l'Església Catòlica a França centrada a Beauvais.

## Territori
La diòcesi comprèn el departament de l'Oise, a la regió dels Alts de França.

## Història
Fou erigida al segle iii i suprimida el 21 de novembre de 1801, quedant unida a la seu d'Amiens; va ser restablerta el 6 d'octubre de 1822. Els seus bisbes foren comtes de Beauvais, i ducs i pars de França.
Per això el 12 de abril de 1851 als bisbes de Beauvais se'ls va permetre afegir al seu títol el de Noyon i Senlis.

## Llista de bisbes

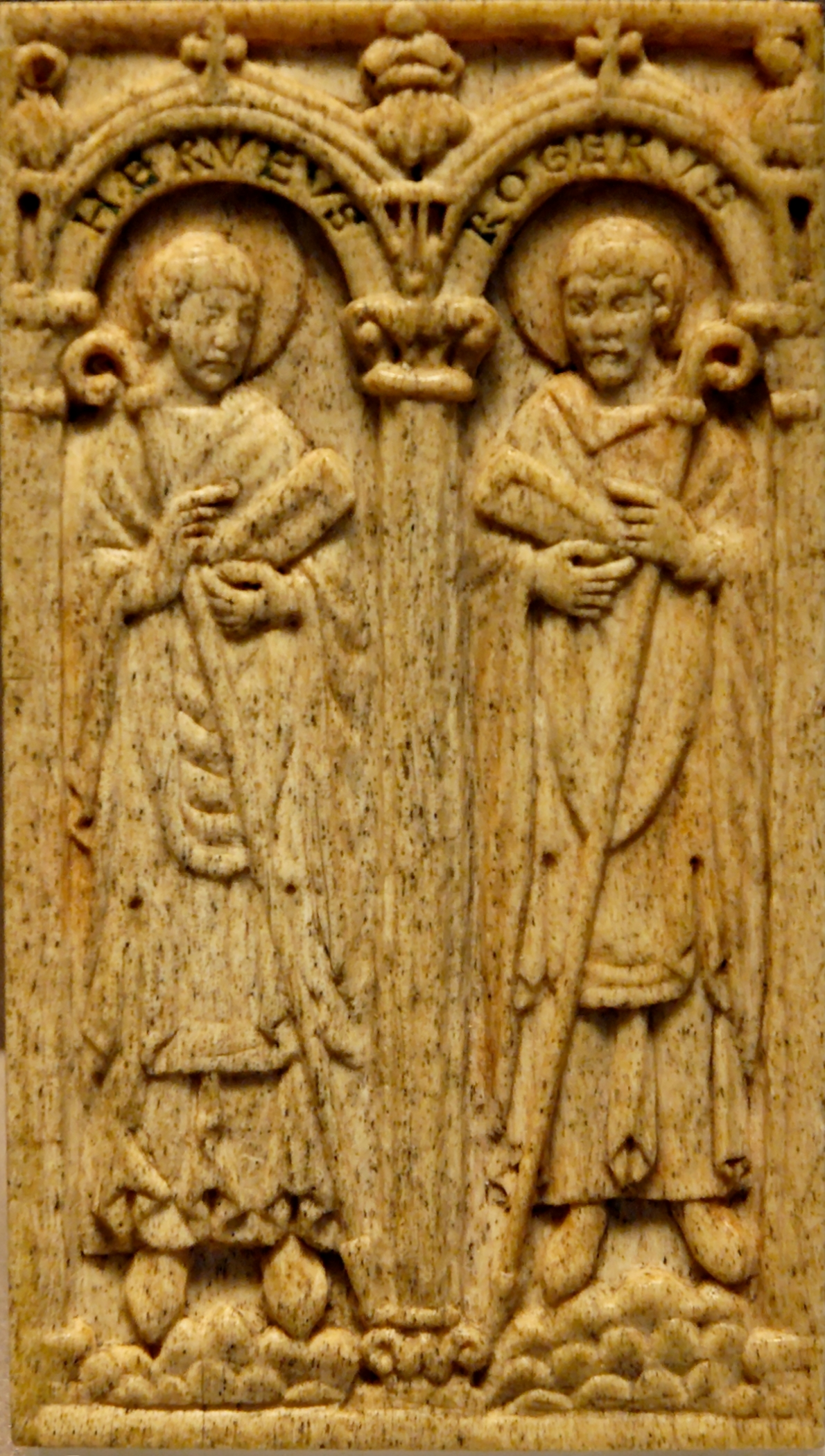
Hervé i Roger, dos bisbes de Beauvais, a la catedral de Beauvais

Les armes del bisbat de Beauvais

- Sant Llucià († 290) considerat el primer bisbe
- vers 292: Thalasisus
- vers 306: Víctor
- vers 337: Chanarus
- vers 350: Numici
- vers 375: Liceri
- vers 375: Themerus
- vers 392: Bertegesillus
- vers 418: Rodomar
- vers 456: Ansoldus
- vers 480: Ribert
- vers 526: Cogerimus
- vers 535: Anselm
- vers 545: Maurí
- vers 555: Constantí
- vers 561: Himbert
- vers 570: Radingus (o Ravigi ?)
- vers 580: Dodó
- vers 610: Sant Marí
- vers 640: Rocoald (o Ricoald ?)
- vers 654: Miroldus (o Mivoldus ?)
- vers 665: Climent
- vers 680: Sant Constantí
- vers 700: Ercambert
- vers 720: Austring
- vers 740: Deodat
- vers 752: Andrees
- vers 770: Hoding
- vers 792: Adalmanus
- vers 814: Ragimbert
- vers 821: Sant Hildemanus
- 846 – 859: Ermenfrid, désignat el 853 com «missi dominici» a la regió de París, Meaux, Senlis, Beauvais, Vendeuil i el Vexin, († en 859 a Beauvais, massacrat en una incursió dels normands).
- 861 – 881: sant Odó
- vers 882: Hrotgari
- 883 o 888 – 900: Honorat
- 902 o 909 – 921: Herluí
- 921 – ?: Bovó
- 933 – ?: Hildegar
- 981 – 987: Wal·lerà
- 987 – 997: Hervé, hauria posat els fonaments de la parroquial de Nostra Senyora de l'Obra Baixa de Beauvais.
- 998 – ?: Hug
- 1000 o 1002 – 1022: Roger I de Blois, erròniament anomenat Roger de Xampanya, fou guarda segells dels reis Hug I e Robert II de França. Sota el seu bisbat el comtat de Beauvais va quedar sota jurisdicció dels bisbes.
- 1022 – 1030: Garí o Warí
- 1035 – 1058: Drogó o Druó
- 1059 – 1063: Gilbert
- 1063 – 1085: Guiu, va dimitir.
- 1085 – 1089: Ursió
- 1089 – 1095: Folc de Dammartin
- 1095 – 1096: Roger II, († 1096 a Egipte durant la Primera Croada).
- 1096 – 1099: Ansel
- 1104 – 11 de desembre de 1114: Jofré de Pisseleu
- 26 de desembre de 1114-novembre de 1133: Pere de Dammartin
- 1133 – 1144: Odon II, dit l'il·lustre, religiós de l'abadia de Saint-Germer-de-Fly
- 1144 – 1148: Odó III
- 1149 – 18 de febrer de 1162: Enric de França (° 1121-† 1175), quart fill de Lluís VI el Gras, transferit el 1162 a l'arquebisbat de Reims.
- 1162 – juny 1175: Bartomeu de Montcornet
- 1175 – 12 de novembre de 1217: Felip de Dreux, nebot d'Enric de França i de Lluís VII de França, prelat guerrer, aventurer, comte feudal, participà en les Croades.
- 19 de desembre de 1217 – setembre de 1234: Miló de Nanteuil, participa amb Lluís VIII de França a la Croada dels Albigesos.
- 25 de desembre de 1234 – agost de 1236: Jofré de Clermont
- Agost de 1237 – octubre 1248: Robert de Cressonsacq, († 1248 a Xipre durant la setena croada).
- 1249 – febrer de 1267: Guillem de Gres
- 31 de març de 1267 – setembre de 1283: Renald de Nanteuil
- 1283 – 26 de desembre de 1300: Tibald de Nanteuil
- 1301 – febrer de 1313: Simó de Clermont de Nesle, transferit de Noyon a Beauvais el 1301.
- 1313 – 1347: Joan de Marigny, germà del famós Enguerrand, traslladat el 1347 a l'arquebisbat de Rouen
- 21 de juny de 1347 – 19 de maig de 1356: Guillem Bertran, transferit de Bayeux a Beauvais.
- 1356 – 1360: Felip d'Alençon, traslladat el 1360 a l'arquebisbat de Rouen, fill de Carles II d'Alençon.
- 1360 – 1368: Joan de Dormans, traslladat des del bisbat de Lisieux al de Beauvais, canceller de França des de 1357, cardenal el 29 de setembre de 1368, va dimitir poc després († 1373).
- 1368 – 24 de gener de 1375: Joan d'Augerant, transferit de Chartres a Beauvais.
- febrer 1375 – agost 1387: Miló de Dormans, nebot de Joan de Dormans, primer president de la cambre de comptes, bisbe d'Angers, transferit a Beauvais el 14 d'abril de 1375.
- 1387 – 17 d'abril de 1388: Guillem de Vienne, transferit d'Autun a Beauvais, que abandonà el 1388 per l'arquebisbat de Rouen.
- 1388 – 22 de març de 1395: Tomàs d'Estouteville
- 1395 – abril 1397: Lluís d'Orléans, transferit de Poitiers a Beauvais († 1397 a Jerusalem).
- febrer 1398 – 16 de setembre de 1412: Pere de Savoisy, transferit de Mans a Beauvais.
- 1413 – 28 de febrer de 1420: Bernat de Chevenon, transferit d'Amiens a Beauvais.
- setembre 1420 – 1432: Pere Cauchon, que va fer condemnar a Joana d'Arc.
- juny de 1432 – maig de 1444: Joan II Jouvenel des Ursins, transferit el 1444 a Laon.
- 19 de maig de 1444 – 3 d'abril de 1462: Guillem d'Hellande
- juny de 1462 – 15 de març de 1488: Joan de Bar
- 24 de juny de 1497 – 14 d'agost de 1521: Lluís de Villiers de L'Isle-Adam, darrer prelat elegit (després foren designats pel rei).
- maig de 1523 – febrer de 1530: Antoni Làscaris de Tenda, transferit de Riez, va marxar a Llemotges el 21 de febrer de 1530.
- 24 de març de 1530 – 26 de setembre de 1535: Carles de Villiers, transferit de Llemotges.
- novembre de 1535 – setembre de 1569: el cardenal de Châtillon, Odet de Coligny (° 1517- † 1571), fill de Gaspar I de Coligny, mariscal de França i germà de l'amirall Gaspar II de Coligny, fou l'únic prelat que es va passar al calvinisme.
- setembre 1569 – setembre 1575: el cardenal Carles de Borbó, arquebisbe de Rouen, fou enviat a Beauvais pel rei Carles IX de França.
- setembre de 1575 – 3 de març de 1593: Nicolau Fumée, abat de la Couture, abans bisbe de Mans.
- octubre de 1596 – 4 d'octubre de 1616: René Potier
- 1617 - 11 de maig 1650: Augustin Potier
- 8 de gener de 1651 – 21 de juliol de 1679: Nicolau Choart de Buzenval
- 22 de desembre de 1679 – març 1713: cardenal Toussaint de Forbin-Janson
- 3 d'abril de 1713 – 1728: Francesc Honorat Antoni de Beauvillier de Saint-Aignan, abat de Saint-Germer
- octubre de 1728 – març de 1772: Esteve Renat Potier de Gesvres
- 22 de març de 1772 – 2 de setembre de 1792: Benaventurat Francesc Josep de la Rochefoucauld
- 1792 – 1801: Joan Baptista Massieu, bisbe constitucional.

## Bisbes concordataris
- 1823 – 1825: Claude-Louis de Lesquen, després bisbe de Rennes
- 1825 – 1833: François-Jean-Hyacinthe Feutrier.
- 1833 – 1838: Louis-Simon Lemercier.
- 1838 – 1842: Pierre-Marie Cottret.
- 1842 – 1878: Joseph-Armand Gignoux.
- 1878 – 1880: François-Edouard Hasley.
- 12 de febrer 1880 – 1884: Désiré-Joseph Dennel, nomenat l'1 de juliol de 1884, bisbe d'Arras.
- 1884 – 1892: Joseph-Maxence Péronne († 20 de febrer de 1892).
- 1892 – 1899: Frédéric Fuzet, nomenat el 7 de desembre de 1899 com a arquebisbe de Rouen.
- 1899 – 1915: Marie-Jean-Célestin Douais († 28 de febrer de 1915).
- 1915 – 1937: Eugène-Stanislas Le Senne († 14 de març de 1937).
- 1937 – 1955: Felix Roeder, retirat el 21 de febrer de 1955.
- 1955 – 1965: Pere-Maria Lacointe, († 23 d'abril de 1965).
- 1965 – 1978: Stéphane-Émile-Alfred Desmazières, retirat el 20 de setembre de 1978.
- 1978 – 1984: Jacques André Marie Jullien, nomenat el 21 de maig de 1984 arquebisbe-coadjutor de Rennes.
- 1985 – 1995: Adolphe-Marie Gustave Hardy, retirat el 13 de maig de 1995
- 1995 – 2003: Guy Marie Alexandre Thomazeau, nomenat el 28 d'agost de 2002 com a arquebisbe de Montpeller
- 2003 – 2009: Jean-Paul James, nomenat el 8 de juliol de 2009 com a bisbe de Nantes
- després de 2010: Jacques Benoit-Gonnin